# Kanonischer Divisor
In der Funktionentheorie ist der kanonische Divisor ein Begriff aus der Theorie riemannscher Flächen.

## Definition
Sei {\displaystyle S} eine riemannsche Fläche und {\displaystyle \omega \in \Omega ^{1}(S)} eine meromorphe 1-Form. Der kanonische Divisor von {\displaystyle \omega } ist der Divisor
{\displaystyle (\omega ):=\sum _{x\in S}\operatorname {ord} (\omega ,x)\cdot x}.
Dabei ist
{\displaystyle \operatorname {ord} (\omega ,x):={\begin{cases}0,&f{\mbox{ holomorph und nicht Null in }}x\\k,&f{\mbox{ hat eine Nullstelle von Ordnung }}k{\mbox{ in }}x\\-k,&f{\mbox{ hat eine Polstelle von Ordnung }}k{\mbox{ in }}x\end{cases}}}
für eine Darstellung {\displaystyle \omega =f(z)dz} in einer lokalen Koordinate {\displaystyle z}. Der Wert von {\displaystyle \operatorname {ord} (\omega ,x)} hängt nur von {\displaystyle \omega } und nicht vom gewählten Koordinatensystem ab.
Für verschiedene meromorphe 1-Formen auf einer riemannschen Fläche {\displaystyle S} erhält man äquivalente kanonische Divisoren, d. h. ihre Differenz ist ein Hauptdivisor. Die Äquivalenzklasse des kanonischen Divisors {\displaystyle K} ist also unabhängig von der gewählten meromorphen 1-Form wohldefiniert.

## Eigenschaften
Der Grad {\displaystyle \operatorname {deg} (K):=\sum _{x}\operatorname {ord} (\omega ,x)} des kanonischen Divisors ist {\displaystyle 2g-2}, wobei {\displaystyle g} das Geschlecht der riemannschen Fläche {\displaystyle S} ist.
Der Satz von Riemann-Roch stellt für beliebige Divisoren {\displaystyle D} einen Zusammenhang zwischen den Dimensionen der Lösungsräume von {\displaystyle D} und {\displaystyle K-D} her.